# Gonzalo Coutinho

Escudo de armas de la familia Coutinho

Gonçalo Coutinho (c. 1419) fue un noble portugués, II conde de Marialva y condestable de Portugal.
Sus padres fueron Vasco Fernandes Coutinho (c. 1385) y Maria de Sousa (c. 1385).
Gonçalo Coutinho era nieto de Gonçalo Vasques Coutinho (1360) y su primera esposa Leonor Gonçalves de Azevedo (1361).

## Matrimonio y descendiencia
Se casó con Brites de Melo y Sousa (c. 1420), hija de Martim Afonso de Melo y Briolanda de Sousa.
Tuvieron varios hijos, entre los cuales se halla Francisco Coutinho (1465-1532) IV conde de Marialva, casado con Brites de Meneses (1450).